# スペイン文学

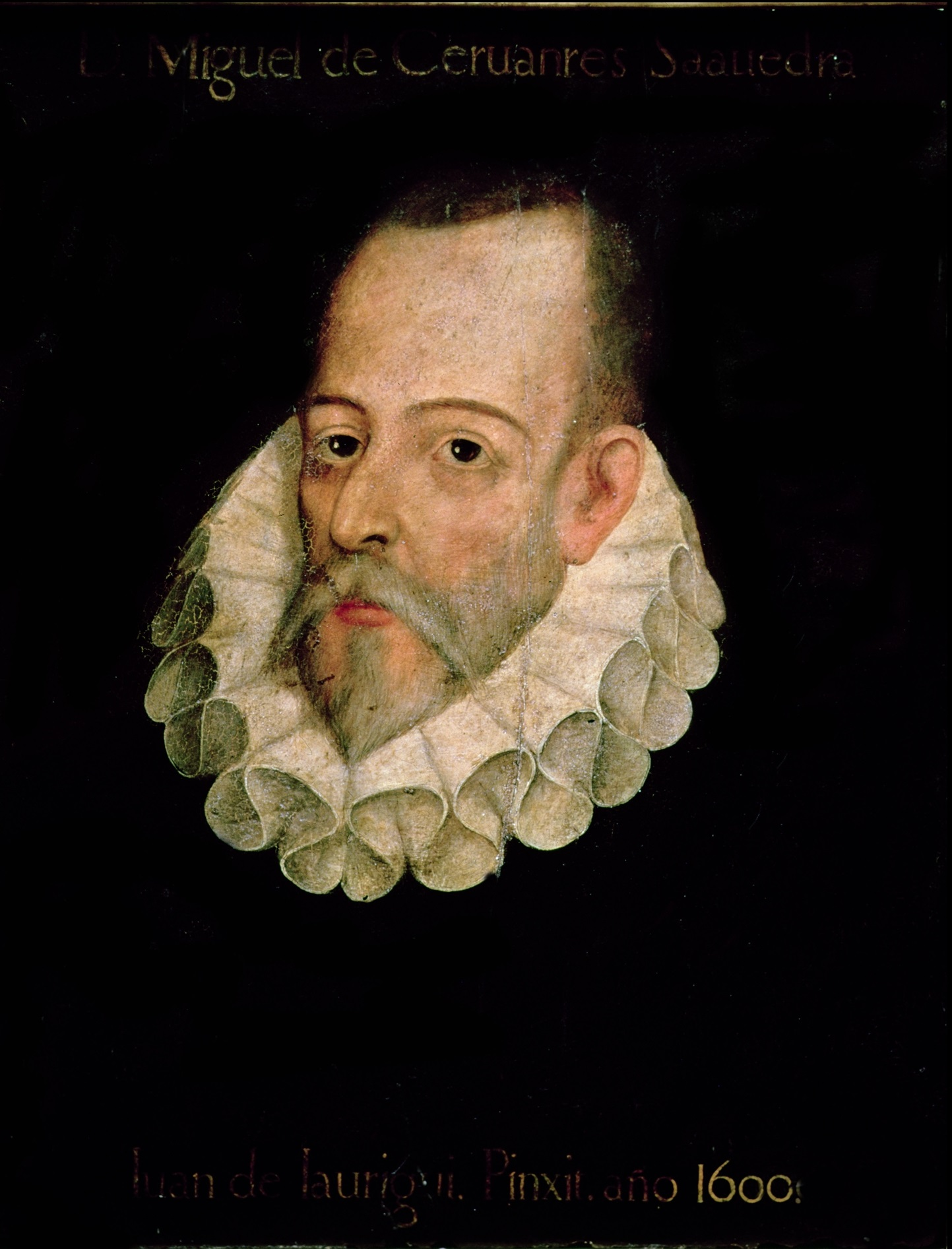
ミゲル・デ・セルバンテス

スペイン文学（すぺいんぶんがく）とは、スペイン語で書かれた文学作品のうち、とくにスペインの作家のものをいう。
19世紀以降のイスパノアメリカ出身のスペイン語作品についてはラテン・アメリカ文学の項を参照のこと。

## スペイン文学の主な作家および事項一覧

### 中世
- ハルチャ (jarcha)
- モアシャハ (moaxaja)
- セヘル (zéjel)
- 武勲詩
- 吟遊詩人
- 騎士道物語
- 作者不詳『わがシッドの歌（エル・シードの歌）』(Cantar de mío Cid)
- ゴンサロ・デ・ベルセオ (Gonzalo de Berceo, c.1197-c.1264)
- アルフォンソ10世 (Alfonso X, 1221-1284)
- ドン・フアン・マヌエル (Don Juan Manuel, 1282-1348)
- フアン・ルイス、イタの主席司祭 (Juan Ruiz, Arcipreste de Hita, c.1283-c.1350)
- メエエンディーニョ (Meendiño, 13c.)
- ペロ・ロペス・デ・アヤラ (Pero López de Ayala, 1332-c.1407)
- アロンソ・アルバレス・デ・ビリャサンディーノ (Alonso Álvarez de Villasandino, c.1345-c.1428)
- フランシスコ・インペリアル (Francisco Imperial, c.1350-c.1409)
- フェルナン・ペレス・デ・グスマン (Fernán Pérez de Guzmán, c.1370-c.1460)
- フアン・ロレンソ・デ・アストルガ (Juan Lorenzo de Astorga, 13c.)

### 15世紀
- ロマンセ
- 死の舞踏
- エンリケ・デ・ビリェーナ (Enrique de Villena, 1384-1434)
- イニゴ・ロペス・デ・メンドーサ（サンティジャーナ侯爵） (Íñigo López de Mendoza, Marqués de Santillana, 1398-1458)
- アルフォンソ・マルティネス・デ・トレード (タラベラの主席司祭) (Alfonso Martinez de Toledo, Arcipreste de Talavera, 1398-c.1482)
- フアン・デ・メーナ (Juan de Mena, 1411-1456)
- ディエゴ・ゴメス・マンリーケ (Diego Gómez Manrique, 1412-1490)
- イニゴ・デ・メンドーサ (Fray Íñigo de Mendoza, c.1430-c.1490)
- エルナンド・デル・プルガール (Hernando del Pulgar, c.1436-c.1493)
- ディエゴ・デ・サン・ペドロ (Diego de San Pedro, c.1437-c.1498)
- ホルヘ・マンリーケ (Jorge Manrique, 1440-1479)
- アントーニオ・デ・ネブリハ (Elio Antonio de Nebrija, 1441-1522)
- アンブロシオ・モンテシーノ (Fray Ambrosio Montesio, c.1444-1514)
- ガルシ・ロドリゲス・デ・モンタルポ (Garci Rodríguez de Montalvo, c.1450-c.1505)
- フェルナンド・デ・ロハス (Fernado de Rojas, c.1465-1541)
- ベアトリス・ガリンド (Beatriz Galindo, c.1465-1534)
- ジル・ビセンテ (Gil Vicente, 1465-c.1536)　ポルトガル
- フアン・デル・エンシーナ (Juan del Encina, 1469-c.1529)
- ルーカス・フェルンデス (Lucas Fernández, c.1474-1542)
- フランシスコ・サ・デ・ミランダ (Francisco Sa de Miranda, 1481-1558)　ポルトガル
- トーレス・ナアーロ (Torres Naharro, c.1485-c.1524)
- ルシーア・デ・メドラーノ (Lucía de Medrano, 1488-c.1527)

### 16世紀
スペイン・ルネサンスの時代。スペイン黄金世紀。

#### 詩
イタリア詩の導入、神秘主義文学など。
- フアン・ポスカン (Juan Boscán, c.1487-1542)
- クリストーバル・デ・カスティリェーホ (Cristóbal de Castillejo, c.1491-1550)
- フランシスコ・デ・オスーナ (Francisco de Osuna, c.1497-c.1540)
- ガルシラーソ・デ・ラ・ベガ (Garcilaso de la Vega, 1503-1536)
- フライ・ルイス・デ・グラナダ（本名 ルイス・デ・サリア） (Fray Luis de Granada, Luis de Sarriá, 1504-1588)
- ディエゴ・ウルタード・デ・メンドーサ (Diego Hurtado de Mendoza, 1505-1575)
- サンタ・テレサ・デ・ヘスス（イエズスの聖テレジア、本名 テレサ・デ・セペーダ・イ・アウマーダ）(Santa Teresa de Jesús, Teresa de Cepeda y Ahumada, 1515-1582)
- グティエーレ・デ・セティーナ (Gutierre de Cetina, 1520-1557)
- エルナンド・デ・アクーニャ (Hernando de Acuña, 1520-1580)
- フライ・ルイス・デ・レオン (Fray Luis de León, c.1527-1591)
- フランシスコ・デ・フィゲローア (Francisco de Figueroa, c.1530-c.1588)
- バルタサール・デル・アルカサル (Baltasar de Alcázar, 1530-1606)
- フランシスコ・デ・ラ・トーレ (Francisco de la Torre, c.1534-c.1594)
- フェルナンド・デ・エレーラ (Fernando de Herrera, 1534-1597)
- アロンソ・デ・エルシージャ (Alonso de Ercilla, 1533-1594)
- サン・フアン・デ・ラ・クルス（本名 フアン・デ・イエペス） (San Juan de la Cruz, Juan de Yepes, 1542-1591)
- ルイス・バラオナ・デ・ソト (Luis Barahona de Soto, 1548-1595)

#### 小説
騎士道小説、牧人小説、モーロ小説、ビザンティン小説、ピカレスク小説など。『ドン・キホーテ』が特に有名。
- フェリシアーノ・デ・シルバ (Feliciano de Silva, c.1480-1554)
- ホルヘ・デ・モンテマヨール (Jorge de Montemayor, 1519-1561)
- ヒル・ポロ (Gil Polo, c.1519-1585)
- ヒネス・ペレス・デ・イタ (Ginés Pérez de Hita, 1544-1619)
- 作者不詳『ラサリーリョ・デ・トルメスの生涯』 (La vida de Lazarillo de Tormes y de sus fortunas y adversidades)
- ミゲル・デ・セルバンテス・サアベドラ (Miguel de Cervantes Saavedra, 1547-1616)
- マテオ・アレマン (Mateo Alemán, 1547-1615)

#### 散文
クロニカ（アメリカ大陸の発見・征服・植民の記録）、エラスムスの思想など。
- バルトロメ・デ・ラス・カサス (Bartolomé de las Casas, c.1474-1566)
- ゴンサロ・フェルナンデス・デ・オビエド (Gonzalo Fernández de Oviedo, 1478-1557)
- アントーニオ・デ・ゲバーラ (Antonio de Guevara, c.1480-1545)
- エルナン・コルテス (Hernán Cortés, 1485-1547)
- イグナシオ・デ・ロヨラ (Ignacio de Loyola, 1491-1556)
- アルフォンソ・デ・バルデス (Alfonso de Valdés, c.1490-1532)
- フアン・デ・バルデス (Juan de Valdés, c.1491-1541)
- ルイス・ビーベス (Luis Vives, 1492-1540)
- エルナン・ペレス・デ・オリーバ (Fernán Pérez de Oliva, 1494-1533)
- ベルナル・ディアス・デル・カスティリョ (Bernal Díaz del Castillo, 1496-1584)
- フアン・デ・アビラ (Juan de Ávila, 1500-1569)
- フランシスコ・ロペス・デ・ゴマラ (Francisco López de Gómara, 1511-1566)
- ヘロニモ・スリータ (Jerónimo Zurita, 1512-1580)
- シエサ・デ・レオン（スペイン語版、英語版） (Pedro Cieza de León, 1520-1554)
- ペドロ・マロン・デ・チャイーデ (Pedro Malón de Chaide, c.1530-1589)
- フアン・デ・マリアーナ (Juan de Mariana, 1536-1624)
- フアン・デ・ロス・アンヘレス (Juan de los Ángeles, 1548-1609)

#### 演劇
- ロペ・デ・ルエーダ (Lope de Rueda, c.1505-1565)
- フアン・デ・ティモネーダ (Juan de Timoneda, c.1520-1583)
- ヘロニモ・ベルムデス (Jerónimo Bermúdez, 1530-1599)
- フアン・デ・ラ・クエバ (Juan de la Cueva, 1543-1610)
- クリストーバル・デ・ビルエス (Cristóbal de Virués, 1550-1614)

### 17世紀
スペイン・バロックの時代。スペイン黄金世紀。

#### 詩
コンセプティスモ（奇知主義）とクルテラニスモ（誇飾主義）など。
- ルペルシオ・レオナルド・デ・アルヘンソーラ (Lupercio Leonardo de Argensola, 1559-1613)
- バルトロメ・アルヘンソーラ (Bartolome Leonardo de Argensola, 1562-1631)
- ベルナルド・デ・バルブエーナ (Bernardo de Valbuena, 1562-1627)
- ディエゴ・デ・オヘーダ (Diego de Hojeda, 1570-1615)
- ロドリーゴ・カーロ (Rodrigo Caro, 1573-1647)
- アンドレス・フェルナンデス・デ・アンドラーダ (Andrés Fernández de Andrada, 1575-1648)
- ルイス・デ・ゴンゴラ (Luis de Góngora y Argote, 1561-1627)
- フランシスコ・デ・ケベード (Francisco de Quevedo y Villegas, 1580-1645)
- オルテンシオ・フェリス・パラビシーノ (Hortensio Félix Paravicino y Aliaga, 1580-1633)
- フアン・デ・ハウレギ (Juan de Jauregui, 1583-1641)
- フランシスコ・デ・リオハ (Francisco de Rioja, 1583-1659)
- ソト・デ・ロハス (Pedro Soto de Rojas, 1584-1658)
- エステバン・マヌエル・デ・ビリェガス (Esteban Manuel de Villegas, 1585-1669)
- マリア・デ・ヘスス・デ・アグレダ (María de Jesús de Ágreda, 1602-1665)　詩
- ガブリエル・ボカンヘル (Gabriel Bocángel, 1603-1658)

#### 小説・散文
- ビセンテ・エスピネル (Vicente Espinel, 1550-1624)
- ディエゴ・デ・サアベドラ・ファハルド (Diego de Saavedra Fajardo, 1584-1648)
- フランシスコ・デ・モンカダ (Francisco de Moncada, 1586-1635)
- マリア・デ・サヤス (María de Zayas, 1590-1661)
- フアン・エウセビオ・ニエレンベルグ (Juan Eusebio Nieremberg, 1595-1658)
- バルタサール・グラシアン (Baltasar Gracián, 1601-1658)
- フランシスコ・マヌエル・デ・メロ (Francisco Manuel de Melo, 1608-1666)
- ミゲル・デ・モリーノス (Miguel de Molinos, 1628-1696)

#### 演劇
- ロペ・デ・ベガ (Lope Felix de Vega Carpio, 1562-1635)
- ホセ・デ・バルディビエルソ (José de Valdivielso, 1565-1638)
- ギリェン・デ・カストロ (Guillén de Castro, 1569-1631)
- アントーニオ・ミラ・デ・アメスクア (Antonio Mira de Amescua, c.1574-1644)
- ルイス・ベレス・デ・ゲバーラ (Luis Vélez de Guevara, 1579-1644)
- フアン・ルイス・デ・アラルコン (Juan Ruiz de Alarcón, 1580-1639)
- ティルソ・デ・モリーナ（本名 ガブリエル・テジェス）(Tirso de Molina, Gabriel Téllez, 1583-1648)
- ペドロ・カルデロン・デ・ラ・バルカ (Pedro Caldelón de la Barca, 1600-1681)
- フランシスコ・デ・ロハス・ソリーリャ (Francisco de Rojas Zorrilla, 1607-1648)
- アントーニオ・デ・ソリス (Antonio de Solís, 1610-1686)
- ルイス・キニョーネス・デ・ベナベンテ (Luis Quiñones de Benavente, 1581-1651)

### 18世紀
啓蒙主義と新古典主義の時代。

#### 詩
- イグナシオ・デ・ルサン (Ignacio de Luzán, 1702-1754)
- アロンソ・ベルドゥーゴ（ トレパルマ伯爵） (Alonso Verdugo, Conde de Torrepalma, 1706-1767)
- ビセンテ・アントニオ・ガルシーア・デ・ラ・ウエルタ (Vicente Antonio García de la Huerta, 1734-1787)
- フェリックス・マリア・デ・サマニエゴ (Felix María de Samaniego, 1745-1801)
- トマス・デ・イリアルテ (Tomas de Iriarte, 1750-1791)
- フアン・メレンデス・バルデス (Juan Melendez Valdes, 1754-1817)
- フアン・パブロ・フォルネール (Juan Pablo Forner, 1756-1797)
- ニカシオ・アルバレス・デ・シエンフエゴス (Nicasio Álvarez de Cienfunegos, 1764-1809)

#### 散文
- ベニート・ヘロニモ・フェイホー（スペイン語版、英語版） (Benito Jeronimo Feijoo, 1676-1764)
- ディエゴ・デ・トーレス・ビリャロエル (Diego de Torres Villarroel, 1694-1770)
- グレゴリオ・マヤンス (Gregorio Mayans i Síscar, 1699-1781)
- エンリケ・フロレス (Enrique Flórez, 1702-1773)
- ホセ・フランシスコ・デ・イスラ (José Francisco de Isla, 1703-1781)
- トマス・アントニオ・サンチェス (Tomás Antonio Sánchez, 1723-1802)
- ロレンソ・エルバス・イ・パンドゥーロ (Lorenzo Hervás y Panduro, 1735-1809)
- ホセ・ガダルソ・イ・バスケス (José Cadalso y Vázquez, 1741-1782)
- ガスパール・メルチョール・デ・ホベジャーノス（スペイン語版、英語版） (Gaspar Melchor de Jovellanos, 1744-1811)
- フアン・フランシスコ・マスデウ (Juan Francisco Masdeu, 1744-1817)
- エステバラン・デ・アルテアーガ (Esteban de Arteaga, 1747-1799)

#### 演劇
- ホセ・デ・カニサーレス (José de Cañizares, 1676-1750)
- ラモン・デ・ラ・クルス (Ramón de la Cruz, 1731-1794)
- ニコラス・フェルナンデス・デ・モラティン (Nicolas Fernández de Moratín, 1737-1780)
- レアンドロ・フェルナンデス・デ・モラティン (Leandro Fernández de Moratín, 1760-1828)

#### その他
- アルバレス・デ・トレード (Álvarez de Toledo, 18c.)
- ポルセル (Porcel, 18c.)
- アンドレアス神父 (Padre Andreas, 18c)

### 19世紀
ロマン主義、写実主義、自然主義の時代。

#### 詩
- フアン・ニカシオ・ガジェーゴ (Juan Nicasio Gallego, 1777-1852)
- マヌエル・ホセ・キンターナ (Manuel José Quintana, 1772-1857)
- アルベルト・リスタ (Alberto Lista, 1775-1848)
- アグスティン・ドゥラン (Agustín Durán, 1789-1862)
- フアン・アローラス (Juan Arolas, 1805-1849)
- ホセ・デ・エスプロンセーダ (José de Espronceda, 1808-1842)
- ガブリエル・ガルシーア・タサーラ (Gabriel García Tassara, 1817-1875)
- ラモン・デ・カンポアモール (Ramón de Campoamor, 1817-1910)
- カロリーナ・コロナード (Carolina Coronado, 1820-1911)
- ガスパール・ヌーニェス・デ・アルセ (Gaspar Núñez de Arce, 1832-1903)
- グスタボ・アドルフォ・ベッケル (Gustavo Adolfo Bécquer, 1836-1870)
- ロサリーア・デ・カストロ (Rosalía de Castro, 1837-1885)
- ホセ・マリーア・ガブリエル・イ・ガラン (José María Gabriel y Galán, 1870-1905)

#### 小説・散文
- フェリクス・マリーア・レイソーノ (Félix María Reinoso, 1772-1841)
- ホセ・マリーア・ブランコ・ホワイト（本名 ホセ・マリーア・ブランコ・クレスポ） (José María Blanco White, José María Blanco Crespo, 1775-1841)
- アバーテ・マルチェーナ（本名 ホセ・マルチェナ） (Abate Marchena, José Marchena Ruiz de Cueto, 1768-1821)
- アントーニオ・アルカラ・ガリアーノ (Antonio Alcalá Galiano, 1789-1865)
- フェルナン・カバリェーロ（本名 セシリア・ニコラス・ベール・デ・ファベル）(Fernán Caballero, Cecilia Böhl de Faber, 1796-1877)
- セラフィン・エステバネス・カルデロン (Serafín Estébanez Calderón, "El Solitario", 1799-1867)
- ラモン・デ・メソネーロ・ロマーノス (Ramón de Mensonero Romanos, 1803-1882)
- マリアーノ・ホセ・デ・ラーラ (Marano José de Larra, 1809-1837)
- フアン・ドノーソ・コルテス (バルデガマス侯爵) (Juan Donoso Cortés, marqués de Valdegamas, 1809-1853)
- ハイメ・バルメス (Jaime Balmes, 1810-1848)
- ニコメデス・パストール・ディアス (Nicomedes Pastor Díaz, 1811-1863)
- エンリケ・ヒル・イ・カラスコ (Enrique Gil y Carrasco, 1815-1846)
- ホセ・アマドール・デ・ロス・リオス (José Amador de los Ríos, 1818-1878)
- マヌエル・ミラ・イ・フォンタナルス (Manuel Milá y Fontanals, 1818-1884)
- フアン・バレーラ (Juan Valera, 1824-1905)
- エミリオ・カステラール (Emilio Castelar y Ripoll, 1832-1899)
- ペドロ・アントニオ・デ・アラルコン (Pedro Antonio de Alarcón, 1833-1891)
- ホセ・マリーア・デ・ペレーダ (José María de Pereda, 1833-1906)
- フランシスコ・ヒネル・デ・ロス・リオス (Francisco Giner de los Ríos, 1839-1915)
- ベニート・ペレス・ガルドス (Benito Pérez Galdós, 1843-1920)
- ホアキン・コスタ (Joaquín Costa, 1846-1911)
- エミリア・パルド・バサン (Emilia Pardo Bazán, 1851-1921)
- ルイス・コローマ (Luis Coloma, 1851-1915)
- レオポルド・アラス「クラリン」 (Leopoldo Alas,"Clarín", 1852-1901)
- アルマンド・パラシオ・バルデス (Armando Palacio Valdés, 1853-1938)
- マルセリーノ・メネンデス・ペラーヨ (Marcelino Menéndez Pelayo, 1856-1912)
- マヌエル・バルトロメ・コシオ (Manuel Bartolomé Cossío, 1857-1935)
- ビセンテ・ブラスコ・イバニェス (Vicente Blasco Ibáñez, 1867-1928)

#### 演劇
- フランシスコ・マルティネス・デ・ラ・ロサ (Francisco Martinez de la Rosa, 1787-1862)
- リーバス公爵（本名 アンヘル・デ・サアベトラ） (Duque de Rivas, Ángel de Saavedra, 1791-1865)
- ブレトン・デ・ロス・エレーロス (Bretón de los Herreros, 1796-1873)
- フアン・エウヘニオ・アルセンブスク (Juan Eugenio Hartzenbusch, 1806-1880)
- ベントゥーラ・デ・ラ・ベガ (Ventura de la Vega, 1807-1865)
- アントーニオ・ガルシア・グティエレス (Antonio García Gutiérrez, 1813-1884)
- ヘルトゥルディス・ゴメス・デ・アベリャネーダ (Gertrudis Gómez de Avellaneda, 1814-1873)
- ホセ・ソリーリャ (José Zorrilla, 1817-1893)
- ロペス・デ・アヤラ (Lopez de Ayala, 1829-1879)
- マヌエル・タマヨ・イ・バウス (Manuel Tamayo y Baus, 1829-1898)
- ホセ・エチェガライ (José Echegaray, 1832-1916)
- リカルド・デ・ラ・ベガ (Ricardo de la Vega, 1839-1910)

### 20世紀(スペイン内戦まで)

#### 第1世代
98年世代、モデルニスモなど。
- ミゲル・デ・ウナムーノ (Migel de Unamuno, 1864-1936)
- アンヘル・ガニベット (Ángel Ganivet, 1865-1898)
- ラモン・マリーア・デル・バジェ＝インクラン (Ramón María del valle-Inclán, 1866-1936)
- ラモン・メネンデス・ピダル (Ramón Menédez Pidal, 1869-1968)
- コンチャ・エスピーナ (Concha Espina, 1869-1955)
- ミゲル・アシン・パラシオス (Miguel Asín Palacios, 1871-1944)
- ピオ・バローハ (Pío Baroja, 1872-1956)
- アソリン（ホセ・マルティネス・ルイス）(Azorín, José Martínez Ruiz, 1873-1967)
- マヌエル・マチャード (Manuel Machado, 1874-1947)
- ラミーロ・デ・マエストゥ (Ramiro de Maeztu, 1875-1936)
- アントニオ・マチャード (Antonio Machado, 1875-1939)
- フランシスコ・ビジャエスペサ (Francisco Villaespesa, 1877-1936)
- エンリケ・デ・メサ (Enrique de Mesa, 1878-1929)
- トマス・モラーレス・カステジャーノ (Tomás Morales Castellano, 1884-1921)

主な劇作家：
- ハシント・ベナベンテ (Jacinto Benavente, 1866-1954)
- マヌエル・リナーレス・リバス (Manuel Linares Rivas, 1866-1938)
- カルロス・アルニチェス (Carlos Arniches, 1866-1943)
- アルバレス・キンテーロ兄弟 (Hermanos Álvarez Quintero)
  - セラフィン・アルバレス・キンテーロ (Serafín Álvarez Quintero, 1871-1938)
  - ホアキン・アルバレス・キンテーロ (Joaquín Álvarez Quintero, 1873-1944)
- ハシント・グラウ (Jacinto Grau, 1877-1958)
- エドゥアルド・マルキーナ (Eduardo Marquina, 1879-1946)
- グレゴリオ・マルティネス・シエーラ (Gregorio Martínez Sierra, 1881-1947)

#### 第2世代
ノベセンティスモなど。
- リカルド・レオン (Ricardo León, 1877-1943)
- ハシント・グラウ (Jacinto Grau, 1877-1958)
- ガブリエル・ミロー (Gabriel Miró, 1879-1930)
- ペドロ・ムーニョス・セカ (Pedro Muñoz Seca, 1879-1936)
- ラモン・ペレス・デ・アヤラ (Ramón Pérez de Ayala, 1881-1962)
- フアン・ラモン・ヒメネス (Juan Ramón Jiménez, 1881-1958)
- エウヘニオ・ドルス (Eugenio d'Ors, 1882-1954)
- ホセ・オルテガ・イ・ガセット (José Ortega y Gasset, 1883-1955)
- ベンセスラオ・フェルナンデス・フローレス (Wenceslao Fernández Flórez, 1885-1964)
- グレゴリオ・マラニョン (Gregorio Marañón, 1887-1960)
- ホセ・モレーノ・ビリャ (José Moreno Villa, 1887-1955)
- ラモン・ゴメス・デ・ラ・セルナ (Ramón Gómez de la Serna, 1888-1963)
- ラモン・デ・バステーラ (Ramón de Basterra, 1888-1928)
- ベンハミン・ハルネス (Benjamín Jarnés, 1888-1949)
- マウリシオ・バカリーセ (Mauricio Bacarisse, 1895-1931)

#### 第3世代
- 27年世代など。
- レオン・フェリーペ（本名フェリーペ・カミーノ・ガリシア・デ・ラ・ロサ） (León Felipe, Felipe Camino Galicia de la Rosa, 1884-1968)
- ヘラルド・ディエゴ (Gerardo Diego, 1896-1987)
- ホセ・マリーア・ペマン (José María Pemán, 1897-1981)
- ペドロ・サリーナス (Pedro Salinas, 1891-1951)
- ホルヘ・ギリェン (Jorge Guillén, 1893-1984)
- ホセ・ベルガミン (José Bergamín, 1895-1983)
- フェデリコ・ガルシア・ロルカ (Federico García Lorca, 1898-1936)
- ビセンテ・アレイクサンドレ (Vicente Aleixandre, 1898-1984)
- ダマソ・アロンソ (Dámaso Alonso, 1898-1990)
- エミリオ・プラードス (Emilio Prados, 1899-1962)
- ルイス・セルヌーダ (Luis Cernuda, 1902-1963)
- ラファエル・アルベルティ (Rafael Alberti, 1902-1999)
- マヌエル・アルトアギーレ (Manuel Altoaguirre, 1905-1959)
- レオポルド・パネーロ (Lepoldo Panero, 1909-1962)
- ミゲル・エルナンデス (Miguel Hernández, 1910-1942)

### 20世紀(戦後)

#### 詩
- ルイス・フェリーペ・ビバンコ (Luis Felipe Vivanco, 1907-1975)
- ルイス・ロサーレス (Luis Rosales, 1910-1992)
- ガブリエル・セラヤ (Gabriel Celaya, 1911-1991)
- ブラス・デ・オテーロ (Blas de Otero, 1916-1979)
- ビセンテ・ガオス (Vicente Gaos, 1919-)
- ホセ・イエーロ (José Hierro, 1922-)
- カルロス・ボウソーニョ (Carlos Bousoño, 1923-)
- アンヘル・ゴンサーレス (Ángel González, 1925-2008)
- ホセ・マリーア・バルベルデ (José María Valverde, 1926-1996)
- カルロス・バラル (Carlos Barral, 1928-1989)
- ハイメ・ヒル・デ・ビエトマ (Jaime Gil de Biedma, 1929-1990)
- ホセ・アンヘル・バレンテ (José Ángel Valente, 1929-2000)
- アントーニオ・ガモネーダ (Antonio Gamoneda, 1931-)

#### 小説・散文
- アルトゥーロ・バレーア (Arturo Barea, 1897-1957)
- ロサ・チャセル (Rosa Chacel, 1898-1994)
- エルネスト・ヒメーネス・カバジェーロ (Ernesto Giménez Caballero, 1899-1988)
- フアン・アントーニオ・スンスネギ (Juan Antonio Zunzunegui, 1900-1982)
- ラモン・センデール (Ramón Sender, 1902-1982)
- マクス・アウブ (Max Aub, 1903-1972)
- フランシスコ・アヤーラ (Francisco Ayala, 1906-)
- ペドロ・ライン・エントラルゴ (Pedro Laín Entralgo, 1908-2001)
- ホセ・ルイス・アラングレン (Jose Luis Aranguren, 1909-1996)
- ゴンサーロ・トレンテ・バジェステール (Gonzalo Torrente Ballester, 1910-)
- ドローレス・メディオ (Dolores Medio, 1911-1996)
- リカルド・フェルナンデス・デ・ラ・レゲーラ (Ricardo Fernández de la Reguera, 1912-2000)
- イグナシオ・アグスティー (Ignacio Agustí, 1913-1974)
- マヌエル・アンドゥハル (Manuel Andújar, 1913-1994)
- フリアン・マリーアス (Julián Marías, 1914-2005)
- ルイス・ロメーロ (Luis Romero, 1916-2009)
- カミーロ・ホセ・セラ (Camilo José Cela, 1916-)
- ホセ・マリーア・ヒロネーリャ (José María Gironella, 1917-2003)
- ミゲル・デリーベス (Miguel Delibes, 1920-)
- トマス・サルバドール (Tomás Salvador, 1921-1984)
- エレーナ・キローガ (Elena Quiroga, 1921-1995)
- カルメン・ラフォーレ (Carmen Laforet, 1921-)
- ルイス・マルティン＝サントス (Luis Martín-Santos, 1924-1962)
- イグナシオ・アルデコア (Ignacio Aldecoa, 1925-1969)
- カルメン・マルティン・ガイテ (Carmen Martín Gaite, 1925-)
- アナ・マリーア・マトゥーテ (Ana María Matute, 1926-)
- ヘスス・フェルナンデス・サントス (Jesús Fernández Santos, 1926-1988)
- ラファエル・サンチェス・フェルロシオ (Rafael Sánchez Ferlosio, 1927-)
- フアン・ベネー (Juan Benet, 1927-)
- ルイサ・フォレラー (Lluïsa Forrellad, 1927-)
- ホセ・マリーア・カラスカル (José María Carrascal, 1930-)
- フアン・ゴイティソーロ (Juan Goytisolo, 1931-2017)
- フアン・マルセ (Juan Marsé, 1933-)
- ルイス・ゴイティソーロ (Luis Goytisolo, 1935-)
- アルバロ・ポンボ (Álvaro Pombo, 1939-)
- マヌエル・バスケス・モンタルバン (Manuel Vázquez Montalbán, 1939-)
- ホセ・アントーニオ・ガブリエル・イ・ガラン (José Antonio Gabriel y Galán, 1940-1993)
- ホセ・マリーア・メリーノ (José María Merino, 1941-)
- エドゥアルド・メンドーサ (Eduardo Mendoza, 1943-)
- マルーハ・トーレス (Maruja Torres, 1943-)
- エドゥアルド・アロンソ・ゴンサーレス (Eduardo Alonso González, 1944-)
- フアン・ホセ・ミリャス (Juan José Millás, 1946-)
- ソレダ・プエルトラス (Soledad Puértolas, 1947-)
- フアン・マドリ (Juan Madrid, 1947-)
- ルイス・ランデーロ (Luis Landero, 1951-)
- ハビエル・マリーアス (Javier Marías, 1951-)
- ロサ・モンテーロ (Rosa Montero, 1951-)
- アルトゥーロ・ペレス＝レベルテ (Arturo Pérez-Reverte, 1951-)
- フリオ・ジャマサーレス (Julio Llamazares, 1955-)
- アントーニオ・ムーニョス・モリーナ (Antonio Muñoz Molina, 1956-)
- アルムデナ・グランデス (Almudena Grandes, 1960-)
- ハビエル・セルカス (Javier Cercas, 1962-)
- エルビラ・リンド (Elvira Lindo, 1962-)
- カルロス・ルイス・サフォン (Carlos Ruiz Zafón, 1964-)
- ルシーア・エチェバリア (Lucía Etxebarria, 1966-)
- ロレンソ・シルバ (Lorenzo Silva, 1966-)

#### 演劇
- エンリケ・ハルディエル・ポンセーラ (Enrique  Poncela, 1901-1952)
- アレハンドロ・カソーナ（アレハンドロ・ロドリゲス・アルバレス） (Alejandro Casona, Alejandro Rodríguez Álvarez, 1903-1965)
- ミゲル・ミウラ (Miguel Mihura, 1905-1977)
- ホアキン・カルボ・ソテーロ (Joaquín Calvo Sotelo, 1905-1993)
- ビクトル・ルイス・イリアルテ (Víctor Ruiz Iriarte, 1912-1982)
- アントーニオ・ブエロ・バジェホ (Antonio Buero Vallejo, 1916-)
- フェルナンド・フェルナン・ゴメス (Fernando Fernán Gómez, 1921-)
- ラウロ・オルモ (Lauro Olmo, 1922-1994)
- アルフレード・マナス (Alfredo Manas, 1924-2001)
- ホセ・マリーア・ロドリゲス・メンデス (José María Rodríguez Méndez, 1925-)
- ホセ・マルティン・レクエルダ (1926-2007)
- アルフォンソ・サストレ (Alfonso Sastre, 1926-)
- アルフォンソ・パソ (Alfonso Paso, 1926-1978)
- カルロス・ムニス (Carlos Muñiz, 1927-1994)
- フランシスコ・ニエバ (Francisco Nieva, 1929-)
- フェルナンド・アラバル (Fernando Arrabal, 1932-)
- アントニオ・ガラ (Antonio Gala, 1936-)

## 関連文献
- 牛島信明『スペイン古典文学史』 名古屋大学出版会、1997年
- 佐竹謙一『概説スペイン文学史』 研究社、2009年
- 佐竹謙一『スペイン文学案内』 岩波文庫別冊、2013年